# 十堰日报
《十堰日报》，是中华人民共和国湖北省十堰市的一份报刊，也是中国共产党十堰市委员会的机关报，覆盖全市范围。

## 历史沿革
1950年7月1日，中共郧阳地委机关报《郧阳报》正式创刊。它被认为是现在《十堰日报》的前身。
1982年8月5日，中共十堰市委宣传部出版第1期铅印的四开《快报》。8月25日，正式成立《十堰报》社。1982年10月1日，第1期正式创刊，为四开四版铅印。每周一期，至11月下旬改为每周两期，到年底共试刊19期。1983年1月1日（第20期）刊去掉试刊字样，同时改为一周三刊（每周二、四、六出版）。1988年，改为一周四刊，增加星期日刊。
1991年11月12日，出版《十堰日报》试刊号。1994年9月，郧阳地区撤销，与十堰市合并。1995年7月1日，《郧阳日报》与《十堰日报》合并，发行新的《十堰日报》。
2010年12月，中共湖北省委宣传部、湖北省新闻出版局批准成立十堰日报传媒集团。2012年4月28日，十堰日报传媒集团正式挂牌成立。

## 历任领导
1984年1月，《十堰报》报社建立党委，实行党委领导下的社长（总编辑）负责制。
2012年4月，李东晖任十堰日报传媒集团董事长、十堰日报社社长、党委书记。2020年6月，王清任十堰日报社党委书记、社长。李光锐任十堰日报社党委副书记、总编辑。